# Ewa Bujwid-Kurek
Ewa Barbara Bujwid-Kurek (ur. 25 grudnia 1956 w Chrzanowie) – polska politolog, ekspert ds. transformacji politycznych państw bałkańskich. Kierownik Katedry Współczesnych Transformacji Politycznych Instytutu Nauk Politycznych i Stosunków Międzynarodowych Uniwersytetu Jagiellońskiego.

## Wczesne lata życia
Uczyła się w Szkole Podstawowej nr 4 im. Janka Krasickiego w Chrzanowie, gdzie osiągała pierwsze sukcesy organizacyjne i artystyczne. Wielokrotnie nagradzana jako wzorowa uczennica, pełniła funkcję przewodniczącej albo skarbnika klasy. Działała w harcerstwie, prowadząc drużynę zuchową Leśne Ludki przy Szkole Podstawowej nr 6 w Chrzanowie-Kościelcu. W czasie nauki szkolnej brała udział w konkursach recytatorskich, historycznych, grała na mandolinie, a także występowała w zespole baletowym, wyróżniona za solowy taniec w spektaklu Pajac i laleczka.
Naukę kontynuowała w I Liceum Ogólnokształcącym im. Stanisława Staszica w Chrzanowie, które ukończyła z bardzo dobrym wynikiem. Po nieudanym starcie na studia polonistyczne na Uniwersytecie Jagiellońskim zdecydowała się aplikować na nauki polityczne na Wydziale Prawa i Administracji Uniwersytetu Jagiellońskiego. Dzięki udanej rozmowie kwalifikacyjnej w październiku 1975 Ewa Bujwid rozpoczęła studia politologiczne. W 1979 uzyskała dyplom ukończenia studiów wyższych i obroniła pracę magisterską Partycypacja mas w rządzeniu – samorząd mieszkańców.

## Kariera naukowa
W październiku 1979 rozpoczęła pracę asystenta-stażysty w Zakładzie Współczesnych Systemów Politycznych Instytutu Nauk Politycznych UJ, w 1980 przechodząc na etat asystenta, w 1982 starszego asystenta, a w 1988 adiunkta. Dzięki stypendium Ministerstwa Edukacji Narodowej odbyła trzymiesięczny staż na Wydziale Nauk Społecznych Uniwersytetu w Belgradzie.
Doktoryzowała się w 1987 na podstawie pracy Samorząd wąskich struktur społecznych w Socjalistycznej Federacyjnej Republice Jugosławii (promotor: Marian Grzybowski). Habilitację uzyskała w 2003 na podstawie opracowania Myśl polityczna i państwowo–ustrojowa Svetozara Markovicia (1846 – 1875). 19 lutego 2014 otrzymała nominację profesorską.
W latach 2007–2017 pracowała na stanowisku profesora nadzwyczajnego w Akademii Ignatianum w Krakowie. W latach 2014–2016 pełniła funkcję prodziekana d.s. współpracy międzynarodowej i nauki Wydziału Studiów Międzynarodowych i Politycznych UJ. Była promotorką czterech rozpraw doktorskich.
W swoich badaniach naukowych koncentruje się na analizie przemian politycznych w państwach Europy Środkowo-Wschodniej, ze szczególnym uwzględnieniem państw powstałych po rozpadzie Jugosławii.
Jest mężatką (mąż Marek), ma córkę Martynę.

## Wybrane publikacje
- 1991: Samorząd „wąskich struktur społecznych” w Socjalistycznej Federacyjnej Republice Jugosławii: (doświadczenia praktyczne)
- 2000: Myśl polityczna i państwowo–ustrojowa Svetozara Markovicia (1846 – 1875).
- 2008: Państwa pojugosłowiańskie. Szkice politologiczne.
- 2012: Serbia w nowej przestrzeni ustrojowej. Dzieje, Ustrój, Konstytucja.
- 2019: Legitymizacja ustroju politycznego państw pojugosłowiańskich.